# آنری دی کاستریز
هنری دی کاستریز (به فرانسوی: Henri de Castries) (زاده ۱۵ اوت ۱۹۵۴) کارآفرین، بازرگان و مدیر ارشد اجرایی فرانسوی است، که از سال ۲۰۰۰ تاکنون به‌عنوان مدیرعامل و رئیس هیئت مدیره شرکت آکسا (دومین شرکت بیمه جهان) فعالیت می‌نماید. وی از سال ۲۰۱۰ ریاست هیئت مدیره گروه بیلدربرگ را برعهده دارد.